# Хвостов, Михаил Михайлович (дипломат)
Михаил Михайлович Хвостов (бел. Міхаіл Міхайлавіч Хвастоў; род. 27 июня 1949, Козловщина, Витебская область, БССР) — белорусский государственный деятель и дипломат. Министр иностранных дел Белоруссии с 27 ноября 2000 по 21 марта 2003.

## Ранняя жизнь
Родился 27 июня 1949 года в деревне Козловщина Глубокского (теперь Поставского) района Витебской области.
В 1975 году окончил Минский государственный педагогический институт иностранных языков по специальности переводчик-референт французского и английского языков.
В 1989 году окончил Белорусский государственный университет по специальности юрист.
Служил в Советской армии.
Трудовую деятельность начинал рабочим совхоза «Городокский» Витебской области.
В 1975—1982 годах — консультант, старший консультант Торгово-промышленной палаты Белорусской ССР.

## Карьера в МИД Белоруссии
- C 1982 года перешел на работу в МИД Белорусской ССР.
- В 1982—1991 годах — третий, второй секретарь, заместитель начальника отдела МИД Белорусской ССР.
- В 1991—1992 годах — первый секретарь Постоянного представительства Беларуси при ООН.
- В 1992—1993 годах — первый секретарь посольства Беларуси в США.
- В 1993—1994 годах — начальник отдела, начальник управления МИД Беларуси.
- В 1994—1997 годах — заместитель министра иностранных дел Республики Беларусь.
- В 1997—2000 годах — чрезвычайный и полномочный посол Республики Беларусь в Канаде, постоянный представитель Республики Беларусь при Международной организации гражданской авиации.
- С 11 августа по 27 ноября 2000 года — помощник президента Республики Беларусь.
- 27 ноября 2000 года назначен заместителем премьер-министра Республики Беларусь — министром иностранных дел Республики Беларусь.
- 24 сентября 2001 года назначен министром иностранных дел Республики Беларусь.
- С марта 2003 года по 2009 год — чрезвычайный и полномочный посол Республики Беларусь в США[1], в Мексике по совместительству.
- 4 июня 2009 года назначен постоянным представителем Республики Беларусь при отделении ООН и других международных организациях в Женеве.
- 22 августа 2015 года освобождён от этой должности[2].

## Награды
- Орден Почёта (3 декабря 2014 года) — за многолетнюю плодотворную работу, образцовое исполнение служебных обязанностей, достижение высоких производственных показателей в промышленности и строительстве, значительный личный вклад в развитие научной деятельности, гражданской авиации, средств связи, сферы здравоохранения, образования, искусства, культуры и спорта[3].
- Почётная грамота Совета Министров Республики Беларусь (24 июня 1999 года) — за многолетний добросовестный труд, большой вклад в становление и развитие дипломатической службы, активную и плодотворную работу по осуществлению миролюбивого курса  Республики  Беларусь и защите её интересов на международной арене[4].

## Семья
Женат, имеет двоих детей.